# Andreas Knie (Soziologe)

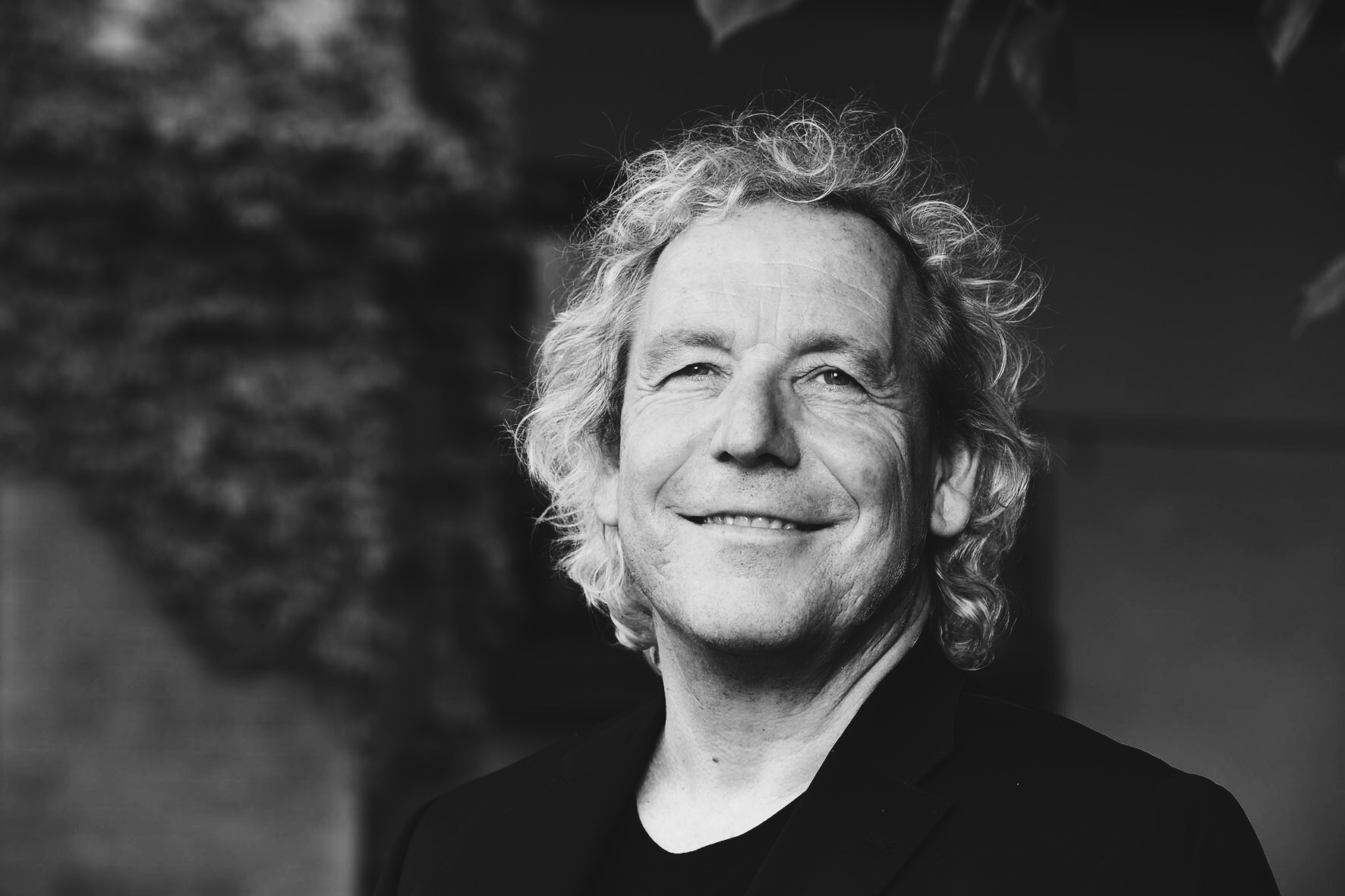
Andreas Knie (2020)

Andreas Knie (* 12. Dezember 1960 in Siegen) ist ein deutscher Sozialwissenschaftler am Wissenschaftszentrum Berlin für Sozialforschung gGmbH (WZB) und Professor für Soziologie an der TU Berlin.

## Leben
Andreas Knie studierte von 1980 bis 1986 Politologie an der Universität Marburg und der FU Berlin. 1990 promovierte er an der TU Berlin zum Dr. phil. mit dem Thema Diesel – Karriere einer Technik. 1995 folgte seine Habilitation mit dem Titel Wankel-Mut in der Autoindustrie, ebenfalls an der TU Berlin. 
Seit 1987 ist er wissenschaftlicher Mitarbeiter am Wissenschaftszentrum Berlin für Sozialforschung (WZB), an dem er seit 2020 die Forschungsgruppe Digitale Mobilität und gesellschaftliche Differenzierung gemeinsam mit Weert Canzler leitet. Davor koordinierte er als Forschungsgruppenleiter die Forschungsgruppe Wissenschaftspolitik des WZB. Zudem ist Knie seit Juni 2018 Chief Scientific Officer (CSO) der Choice AG.
Von 2001 bis 2016 war er Bereichsleiter bei der DB Rent GmbH. 2006 gründete Knie die von den Eigentümern Deutsche Bahn AG, WZB, Deutsches Zentrum für Luft- und Raumfahrt (DLR), Siemens und T-Systems getragene InnoZ GmbH zur praxisnahen Untersuchung von Innovationsprozessen im Mobilitätssektor, deren Co-Geschäftsführer er bis Sommer 2018 war. Im InnoZ sollte Forschungs- und Unternehmenswissen zusammengeführt werden. Nach dem Ausscheiden Knies und der Gesellschafter Siemens und T-Systems kündigten die verbliebenen Gesellschafter Deutsche Bahn, WZB und DLR an, dass das InnoZ Ende April 2019 geschlossen wird.
Andreas Knie war Mitglied der Arbeitsgruppe Rahmenbedingungen der Nationalen Plattform Elektromobilität und des Beirates für nachhaltige Entwicklung des Landes Brandenburg. Er ist Mitglied bei Scientists for Future und seit 2017 im Rat der Agora Verkehrswende.

## Werk

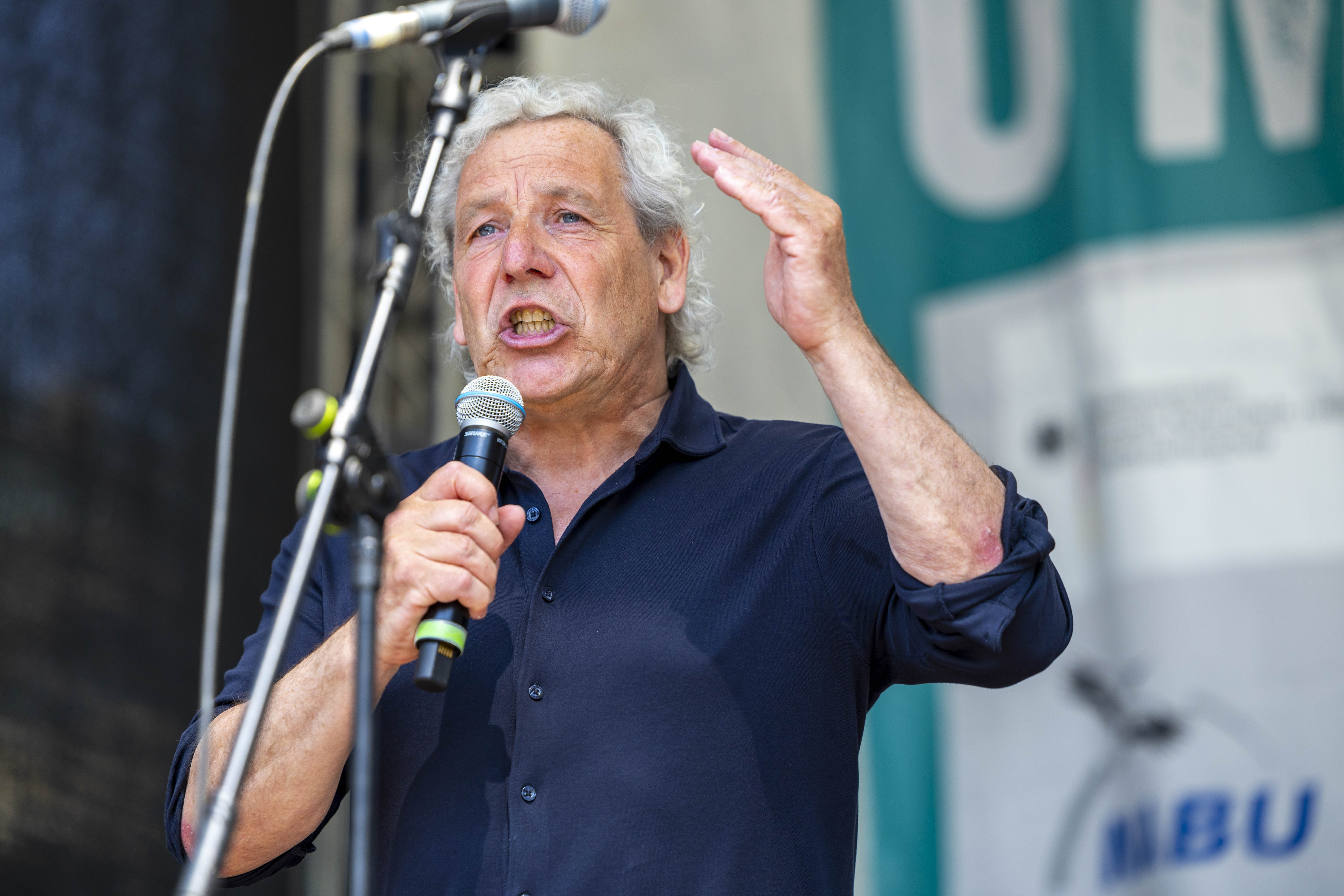
Andreas Knie auf dem Pariser Platz, 2023

Andreas Knie entwickelte auf Grundlage der Arbeiten von Meinolf Dierkes, Werner Rammert und anderen die soziologische Technikgeneseforschung weiter. In einem frühen Aufsatz zum Konservativen des technischen Fortschritts formulierte er seine Auffassung von einem technischen Kern, in dem der soziale Entstehungskontext gleichsam „eingeschrieben“ sei. Dazu analysierte er die historischen Hintergründe von Kommunikations- und Verkehrstechnik, etwa die mechanische Schreibmaschine oder den Dieselmotor.
Andreas Knie plädiert in zahlreichen Publikationen für eine Abkehr von einer Auto-nahen Verkehrspolitik und eine Verkehrswende hin zu mehr Flexibilität öffentlicher Angebote. Er schlägt die Veränderung politischer und rechtlicher Rahmenbedingungen als „Realexperimente“ vor. Seine Forderung nach Grenzen für Privatautos ruft zahlreiche Kommentare auf Gastbeiträge und Medienberichte hervor. Im Gegensatz zu vehementen Autokritikern wie etwa Hermann Knoflacher oder Winfried Wolf lehnt Knie das Automobil jedoch nicht gänzlich ab. Stattdessen untersucht und unterstützt er seit den 1990er Jahren neue Nutzungsformen, wie das Carsharing. Dazu fordert er zusätzliche Mobilitätsangebote, wie Call a bike. Digitale Plattformen verstärken laut Knie die Tendenz, unterschiedliche Mobilitätsangebote zu kombinieren. Ein weiteres Thema ist die Zukunft der Verkehrspolitik unter dem Eindruck des demografischen Wandels. Die finanziellen und technischen Hürden der Elektromobilität bieten aus Knies Sicht die Chance, private und öffentliche Verkehrsmittel zu einer urbanen, postfossilen Mobilitätskultur zu verbinden. Die Chancen der Energiewende sieht Knie im Zusammenwirken einer CO2-Reduktion des Verkehrs und dezentraler, nutzernaher Energienetze (smart grids).
Andreas Knie tritt für eine stärkere Integration von Theorie und Praxis in den Sozialwissenschaften ein. Er ist Initiator der vom BMBF veröffentlichten Berliner Erklärung zur Mobilitätswende in der Forschung.

## Auszeichnungen
- Bertha-und-Carl-Benz-Preis der Stadt Mannheim (2021)[24]

## Veröffentlichungen (Auswahl)
- Diesel – Karriere einer Technik. Genese und Formierungsprozesse im Motorenbau. Edition Sigma, Berlin 1991, ISBN 3-89404-103-X.
- Wankel-Mut in der Autoindustrie. Anfang und Ende einer Antriebsalternative. Edition Sigma, Berlin 1994, ISBN 3-89404-145-5.
- mit Weert Canzler: Das Ende des Automobils. Fakten und Trends zum Umbau der Autogesellschaft. C. F. Müller, Heidelberg 1994, ISBN 3-78809-872-4.
- mit Weert Canzler: Möglichkeitsräume: Grundrisse einer modernen Mobilitäts- und Verkehrspolitik. Böhlau, Wien 1998, ISBN 3-20598-854-X.
- Mitherausgeber: Handbuch Verkehrspolitik. VS Verlag für Sozialwissenschaften, Wiesbaden 2007, ISBN 3-53114-548-7.
- Mitherausgeber: Handbuch Wissenschaftspolitik. VS Verlag für Sozialwissenschaften, Wiesbaden 2009, ISBN 3-53115-742-6.
- mit Weert Canzler: Grüne Wege aus der Autokrise – Vom Autobauer zum Mobilitätsdienstleister. Heinrich-Böll-Stiftung, Berlin 2009, ISBN 978-3-86928-005-9. (Grüne Wege aus der Autokrise – Vom Autobauer zum Mobilitätsdienstleister. Abgerufen am 25. Januar 2019.)
- mit Weert Canzler: Einfach aufladen – Mit Elektromobilität in eine saubere Zukunft. Oekom-Verlag, München 2011, ISBN 978-3-86581-270-4 (von der Deutschen Umweltstiftung als Umweltbuch des Monats ausgezeichnet[25]).
- mit Weert Canzler: Schlaue Netze – Wie die Energie- und Verkehrswende gelingt. Oekom-Verlag, München 2013, ISBN 978-3-86581-440-1.
- mit Weert Canzler: Die digitale Mobilitätsrevolution – Vom Ende des Verkehrs, wie wir ihn kannten. Oekom-Verlag, München 2016, ISBN 978-3-86581-754-9.
- mit Weert Canzler: Taumelnde Giganten – Gelingt der Autoindustrie die Neuerfindung? Oekom-Verlag, München 2018, ISBN 978-3-96238-019-9. (Auch erschienen als Band Nr. 10284 der Schriftenreihe der Bundeszentrale für politische Bildung.)
- mit Weert Canzler, Lisa Ruhrort und Christian Scherf: Erloschene Liebe? Das Auto in der Verkehrswende – Soziologische Deutungen. Transcript Verlag, Bielefeld 2018, ISBN 978-3-8376-4568-2.
- mit Weert Canzler und Lisa Ruhrort: Autonomes Fahren im öffentlichen Verkehr - Chancen, Risiken und politischer Handlungsbedarf, Wissenschaftszentrum Berlin für Sozialforschung, April 2019.
- mit Lisa Ruhrort: Die Neuordnung des Öffentlichen Verkehrs - Grundsätze für eine neue zukunftsorientierte Regulierung im Personenbeförderungsgesetz, Mai 2019
- zusammen mit Weert Canzler: Die Citymaut – Neuer Freiraum für die Verkehrspolitik in Zeiten des Wandels. Oekom-Verlag, München 2020, ISBN 978-3-96238-268-1.
- Wo kommen bloß die vielen Autos her und wie werden wir sie wieder los? Alexander Verlag Berlin, Berlin 2025, ISBN 978-3-89581-631-4.